# Mrzen Oraovec
Mrzen Oraovec (makedonsky: Мрзен Ораовец) je vesnice v Severní Makedonii. Nachází se v opštině Rosoman ve Vardarském regionu.

## Geografie
Vesnice se nachází v oblasti Tikveš, 20 km západně od města Kavadarci a 12 km jihozápadně od centra opštiny Rosoman.

## Historie
Oblast vesnice Mrzen Oraovec byla osídlena již od starověkých makedonských dob, o čemž svědčí zbytky opevněné osady Padarnica, 2 km východně od vesnice.
V 19. století byla vesnice součástí Osmanské říše.
Podle záznamů Vasila Kančova z roku 1900 žilo 620 obyvatel makedonské národnosti.

## Demografie
Podle sčítání lidu z roku 2021 žijí ve vesnici jen 2 obyvatelé makedonské národnosti.
| Rok          | 1900 | 1905 | 1948 | 1953 | 1961 | 1971 | 1981 | 1991 | 1994 | 2002 | 2021 |
| ------------ | ---- | ---- | ---- | ---- | ---- | ---- | ---- | ---- | ---- | ---- | ---- |
| Obyvatelstvo | 620  | 480  | 429  | 399  | 301  | 179  | 97   | 25   | 14   | 5    | 2    |